# Virna Flores
Virna Giannina Flores Di Liberto (Lima, 13 de fevereiro de 1977) é uma atriz peruana de ascendência italiana, conhecida por interpretar Camila em Acorralada. 

## Telenovelas
- 2008 - La traición .... Eloísa Renán
- 2007 - Acorralada .... Camila Linares
- 2006 - Amores como el nuestro .... Beatriz Flores
- 2004 - Inocente de ti .... Virginia Castillo Linares
- 2003 - Amor descarado .... Jennifer Rebolledo
- 2002 - Gata salvaje .... Minerva Palacios
- 2001 - Éxtasis
- 2000 - Milagros .... Lucía Muñoz De La Torre
- 1999 - María Emilia, querida .... Laurita Briceno
- 1998 - Amor Serrano .... Micaela

## Séries de televisão
- 2009 - Tiempo final .... Melisa Smith Juárez